# Anthoni Dürer
Anthoni Dürer, auch Anton oder Antony Dürer,  (* wahrscheinlich in Ajtós bei Gyula; tätig 1. Hälfte des 15. Jahrhunderts in Gyula) war ein Goldschmied in Ungarn.
Anthoni Dürer war der Vater von Albrecht Dürer d. Ä. Die in der älteren deutschen Literatur mehrfach aufgestellte These, dass er ein Nachkomme deutscher Aussiedler wäre, die bereits im 13. Jahrhundert ihre Heimat verlassen hatten, um in Ungarn, in der Gegend von Gyula, eine deutsche Handwerkerkolonie zu gründen, gilt heute als überholt, da sich dort keine Belege für eine solche Enklave finden lassen. Vermutungen, dass er ein Abkömmling der in Ungarn nachweisbaren Familie Ajtós ist, lassen sich nicht belegen, aber es liegt aufgrund des Namens nahe, da in dem Namen das Wort ajtó vorkommt, das in der deutschen Übersetzung Tür bedeutet. Dass sich davon wiederum der Name Dürer ableitet, gewinnt dadurch an Wahrscheinlichkeit, weil im dürerschen Familienwappen eine doppelflüglige Tür abgebildet ist und dieses damit vielleicht auf die Herkunft der Familie hinweist. Dies würde bedeuten, dass der Name Anthoni Dürer eine deutschsprachige Ableitung des Namens Anthoni aus Ajtós darstellt.
Die von verschiedenen Forschern aufgestellte These, dass die ungarischen Ahnen Dürers von Adel gewesen seien, gilt mittlerweile als unwahrscheinlich, da Albrecht Dürer in seiner Familienchronik darüber kein Wort verliert.
Es wird heute allgemein angenommen, dass Anthoni Dürer in Eytas (Ajtós) geboren wurde. Doch schon als Kind scheint er nach Gyula übergesiedelt zu sein, wo er bei einem Goldschmied in die Lehre ging. Es ist nicht bekannt, wer sein Lehrmeister gewesen ist, doch stellte der aus Prag stammende Reporter Egon Erwin Kisch, der sich intensiv mit Albrecht Dürers Vorfahren auseinandersetzte, die These auf, dass es sich um einen Meister Aurifaber gehandelt haben könnte. Dessen Sohn Nicolaus war gegen Ende des 15. Jahrhunderts in Gyula Ortsvorsteher und Richter und hatte ebenfalls das Handwerk eines Goldschmiedes erlernt.
Gegen 1410 (nach Kurt Pilz) wurde Anthoni Goldschmiedemeister. Später heiratete er eine Elisabetha (oder Elisabeth), die vermutlich deutscher Abstammung war. Von ihr dürfte Albrecht Dürer d. Ä. die deutsche Sprache erlernt haben, die er, wie eigenhändige Briefe belegen, fließend wie seine Muttersprache gesprochen haben muss. Aus dieser Ehe gingen vier Kinder hervor, die Tochter Catharina (oder Katharina) sowie die drei Söhne Albrecht, Laslen (oder Laßlen) und Johannes.
Von Anthoni Dürer sind heute keine Werke bekannt.
Von seinen drei Söhnen trat nur Albrecht d. Ä. in die Fußstapfen seines Vaters und lernte bei ihm ab etwa 1440 das Handwerk eines Goldschmiedes. Sein zweiter Sohn, Laslen, erlernte den Beruf eines Sattlers. Dessen Sohn Niklas Unger wurde ebenfalls Goldschmied und ließ sich später in Köln nieder. Der dritte Sohn, Johannes, studierte Theologie und wurde Pfarrer in Großwardein.